# Rostislav Rurikovič
Rostislav Rurikovič o, quando ascese a quel trono, Rostislav II di Kiev (in russo Ростислав Рюрикович?; in ucraino Ростислав Рюрикович?; 7 aprile 1172 – dopo il 1218) fu principe di Torčesk (1195-1205), di Kiev (1204-1205), di Vyšgorod (1205-dopo il 1218) e di Galizia (1210). Era il primogenito di Rurik Rostislavič e della sua seconda moglie Anna di Turov.